# Borivoje Cenić
Borivoje Cenić (in serbo Боривоје Ценић?; Belgrado, 25 settembre 1930 – Belgrado, 13 gennaio 2021) è stato un cestista e allenatore di pallacanestro jugoslavo.

## Carriera
Ha guidato la Jugoslavia a quattro edizioni dei Campionati europei (1960, 1972, 1974, 1976).